# Rapport d'opération d'archéologie préventive
Le rapport d'opération d'archéologique préventive est, en France, un document administratif, scientifique et patrimonial, conçu par le responsable de l'opération et édité par l'opérateur d'archéologie préventive, qui décrit les résultats d’une opération archéologique.
Il est la première publication effectuée concernant le site auquel il se rapporte, dans le cadre d'un diagnostic comme d'une fouille. Sa remise au service régional de l'archéologie pour validation marque l’achèvement de l’opération. La validation du rapport s’inscrit dans un processus d'évaluation par les pairs, effectuée par les Commissions territoriales de la recherche archéologique (CTRA) anciennement appelées commissions inter-régionales de la recherche archéologique (CIRA).
Des contraintes de formalisation ont été ajoutées en place progressivement, en parallèle du cadre règlementaire mis en place en archéologie.

## Historique et appellations successives
Le rapport de fouille est mentionné pour la première fois dans l'instruction ministérielle du 4 décembre 1950 aux directeurs des circonscriptions.
Dans les années 1970, une distinction s'opère entre les fouilles programmées à l'avance et celles devant se réaliser "dans l'urgence", à la suite de découvertes lors de travaux d'aménagements ("sauvetages urgents" et "sauvetages programmés").
Les circulaires de 1993 sont une étape importante dans l'évolution du statut du rapport de fouille, car elles normalisent sa forme et son contenu tout en le désignant par l'appellation "document final de synthèse" ou "DFS".
Depuis l’arrêté du 27 septembre 2004, les rapports d'opération archéologique préventive sont dénommés rapport de diagnostic et rapport final.

## Contenu
Il est divisé en trois sections . La première rassemble les données administratives, techniques et scientifiques. On y retrouve l'arrêté de prescription et l'autorisation de fouille, toutes deux émises par le service régional de l'archéologie, ainsi que le plan de l'emprise de fouille. Cette partie comprend également des informations sur l'équipe ayant mené la fouille, ses dates d'interventions, ou encore un thésaurus et une notice scientifique.
La seconde décrit les résultats de l'opération archéologique. Elle présente le contexte géographique, géomorphologique, archéologique et historique du site. Elle comprend une analyse des vestiges mis au jour, appuyée sur illustrations (relevés, photographies, diagrammes stratigraphiques). L'auteur y restitue la chronologie du site et y caractérise l'occupation humaine (lieu de culte, nécropole, habitat, etc.). Enfin le site est mis en perspective avec les problématiques actuelles de la recherche archéologique.
La troisième section regroupe les inventaires techniques. Ceux-ci couvrent principalement deux champs, respectivement celui des données scientifiques (inventaire des unités stratigraphiques, du mobilier archéologique, etc.) et celui de la documentation produite dans le cadre de l'opération (photographies, relevés archéologiques, archives numériques).

## Destinataires et conservation
Les rapports sont remis en version imprimé au service régional de l'archéologie en huit exemplaires et possiblement en version numérique. Deux de ces exemplaires sont particulièrement destinés à la conservation sur le long terme. La conservation des rapports est assurée par les centres de documentation des Services régionaux de l’archéologie mais également par ceux de certains opérateurs d'archéologie préventive, notamment l’Inrap et les services archéologiques de collectivités territoriales.